# ビニルエーテル
ビニルエーテル (vinyl ether) はかつて吸入麻酔薬として用いられた化学物質。常温ではほぼ無色透明で揮発性の液体である。ジビニルエーテル (divinyl ether) ともいう。単独でも環化重合するほか、共重合では架橋剤として機能する。
この物質の単離は非常に難しかったが、アルケンでもエーテルでもあるため理想的な麻酔薬であると考えられた。実際に使用法は簡単で特性も良好であったが、保管が難しいことと肝毒性が疑われたことで使われなくなった。だが、この物質で培われた経験は新しい麻酔薬を開発する際の下地となっている。

## 沿革

### 合成
1887年、Semmlerによって報告されたのが最初である。ラムソン (Allium ursinum) の精油から得たジビニルスルフィドと酸化銀(I)を反応させることで得られた。この物質は39 ℃で沸騰し、硫黄を含まないことと分子量の測定からビニルエーテルと結論された。
1899年、KnorrとMatthesはモルホリンのメチル化に続くホフマン脱離による合成を試みたが、ごく少量しか合成できなかった。
1925年、Cretcher等は工業的生産法の原型を開発した。これは2,2'-ジクロロジエチルエーテルと水酸化ナトリウムを加熱する方法で、39 ℃で沸騰する液体が得られた。だが、Hibbert等によって微妙に変更された方法では、得られた物質は34-35 ℃で沸騰した。最終的に1929年、メルク・アンド・カンパニーにより28 ℃で沸騰する物質が得られ、特許が取られた。現在沸点は28.3 ℃とされており、メルクの方法により初めて純粋なビニルエーテルが単離されたことになる。

### 麻酔薬
単離・同定される前にも、不飽和エーテルは麻酔薬として薬理学者の興味を集めていた。その一人Chauncey D. Leakeは、ビニルエーテルは2つの麻酔薬、エチレン・ジエチルエーテルの利点を併せ持つと推測した。麻酔用エチレンは多くの利点があったが、効力が低いために全身麻酔では低酸素症に陥る危険があった。ジエチルエーテルは麻酔剤としては強力だが、嘔吐を引き起こすことが多い・麻酔からの回復が遅いなどの点でエチレンに劣っていた。
構造からの予測に基づき、Leakeはビニルエーテルを吸入麻酔薬として用いることを検討した
。当時純粋なものは合成されていなかったが、彼はバークレー大学の有機化学者にこの物質の合成を求めた。だが、その化学者等はこれを達成できず、プリンストン大学の化学者Randolph MajorとW. T. Ruighに助けを求めることになった。1930年にプリンストン大学から得られたサンプルを用いて、彼と同僚のMei-Yu Chenはマウスで実験を行った。
1933年、アルバータ大学のSamuel GelfanとIrving Bellは、Gelfan自身に開放点滴法で麻酔を行うことでヒトでの試験を行った。だがLeakeによると、ヒトへの使用は1932年にカリフォルニア大学の麻酔科医Mary Botsfordが子宮摘出術に用いたのが最初である。
その後Leakeは大学の事情で研究を続けられなくなったが、他の研究者によって広く研究が行われた。利点もあったが、肝毒性と長期保存できないことにより使用できる場合は限られた。

## 性質

### 化学
揮発性・可燃性・甘いエーテル臭（クロロエタンに似る）のある液体である。水に不溶（37 °Cで0.53 g/100 g）だがエタノール・ジエチルエーテル・油などの有機溶媒とは混和する。
光や酸に曝されるとアセトアルデヒドに分解し、重合してガラス状固体となる。他のエーテルのように過酸化物も生成しやすい。このため、これらの反応の阻害剤としてポリフェノールやアミンが含まれる。典型的には0.01%のN-フェニル-1-ナフチルアミンが含まれ、かすかな紫の蛍光を与える。
臭素の四塩化炭素溶液を急速に脱色し、過マンガン酸カリウム水溶液にも急速に酸化される。硫酸と反応してアセトアルデヒドと黒いタール状樹脂になる。

### 麻酔薬
米国では"Vinethene"という名で販売されていた。麻酔マスクが曇ることを防ぐため、1.5-5%のエタノールが混入されていた。通常の阻害剤は入っているが、製造者は出来る限り早く使用すべきであるとしていた。
導入は速いが、多少の興奮を引き起こす。少し咳き込むこともあり、唾液の分泌が増加する。麻酔中に単攣縮を起こすことがあるが、痙攣に至ることは珍しく、その場合も治療可能である。モルヒネ-アトロピンを前投薬しておくことでこれを防ぐことができる。麻酔からの回復は早いが、時折頭痛を起こすことがあり、ごく稀に吐き気を催すことがある。
短い手術ならば患者への危険は少ないが、200 mL以上の麻酔薬を用いるような長い手術では肝・腎毒性が問題になる。毒性を回避するため、ジエチルエーテルと1:4の割合で混ぜることで‘Vinethene Anesthetic Mixture’(V.A.M.) が作られた。V.A.M.はジエチルエーテルより導入・回復が速く、長い手術でも比較的毒性が少なかった。だが、深い麻酔が必要な場合にはジエチルエーテルより劣っていた。
ビニルエーテルは強力で安全域は広く、麻酔効果を得られる量と致死量の比は、ジエチルエーテルの1:1.5に対し1:2.4である。だが、強力であることから適切な機械が必要であり、簡便な麻酔法である開放点滴法では、暖かいと蒸発量が増えること、長時間維持することが難しいことなどの問題があった。
全体的に見て、ビニルエーテルの利点は導入・回復時にあり、麻酔中には他の薬剤より制御が難しいものだった。そのため、ビニルエーテルで導入してジエチルエーテルで維持する、ということが行われた。さらに、毒性・価格などの問題により歯科・産科など短い手術に適用されることが多く、長い手術にはより優れた薬剤が用いられることが多かった。

## 関連文献
- 向山光昭「ビニルエーテルおよびアセチレンエーテルの反応」『有機合成化学協会誌』第19巻第1号、有機合成化学協会、1961年、29-46頁、doi:10.5059/yukigoseikyokaishi.19.29。（広義のビニルエーテルについて）